# Ich, Tomek

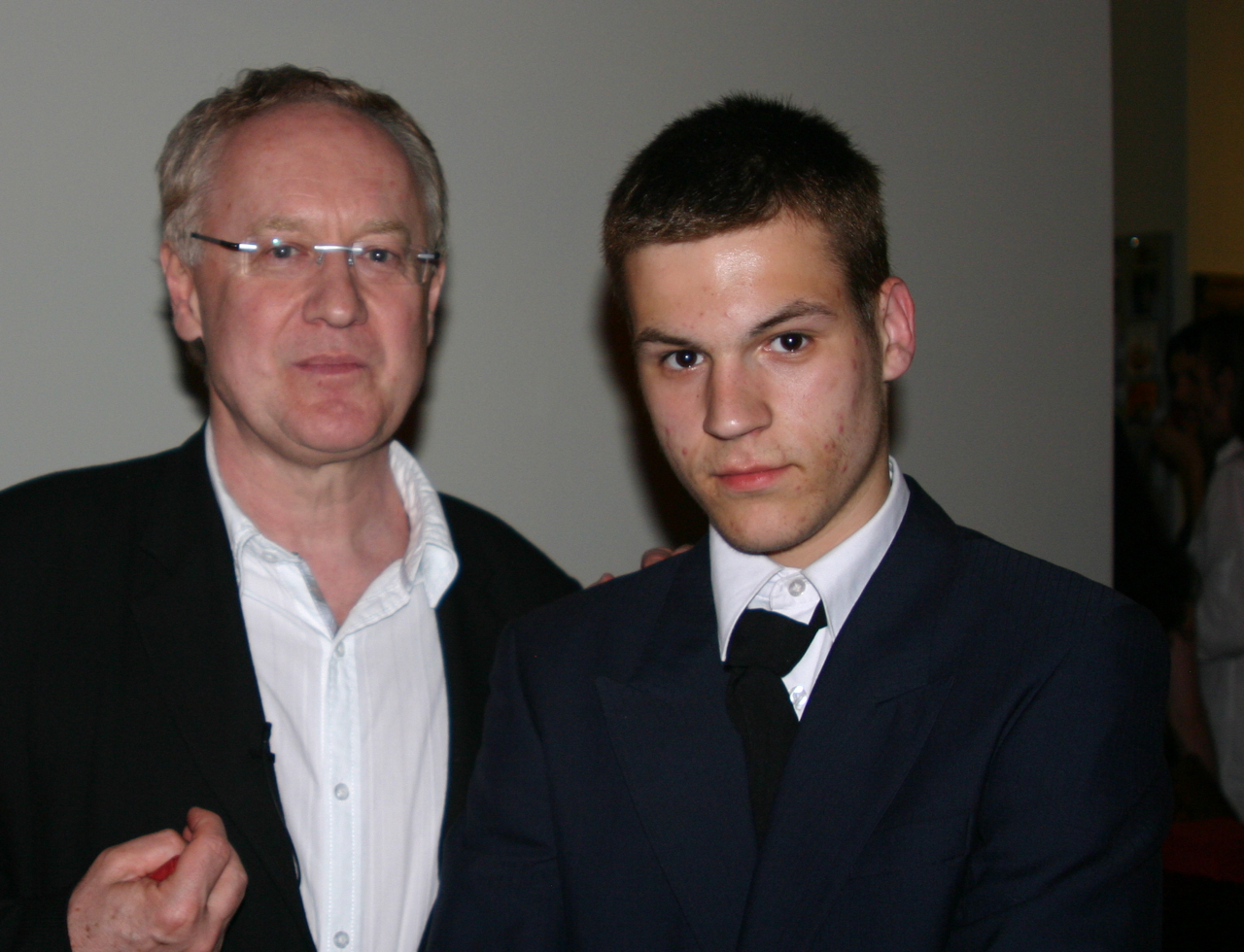
Robert Gliński (links) und Daniel Furmaniak bei der Vorstellung des Films in Halle (Saale).

Ich, Tomek ist ein filmisches Drama aus dem Jahr 2009. Es ist ein deutsch-polnisches Gemeinschaftswerk über Kinderprostitution an der Staatsgrenze beider Länder. Der Film kam am 10. Juni 2010 in die deutschen Kinos.

## Handlung
Tomek ist ein 15-jähriger Schüler, der auf der polnischen Seite der deutsch-polnischen Grenze lebt. Seine gesellschaftliche Umgebung ist gekennzeichnet von Armut und mangelnder Zukunftsvision. Sein Traum und größtes Hobby ist die Astronomie, etwas unregelmäßig besucht er außerdem die Jugendstunden der Kirche. Er hofft, dass die Schule ein Teleskop anschafft, damit er an einem Wettbewerb teilnehmen kann. Sein Lehrer Herr Weber kann die Schulleitung aber nur überzeugen, ein billigeres Teleskop zu kaufen. In einer Disco, in welcher er glaubt, Unterlagen für die Schule seiner Schwester holen zu können, lernt er Marta kennen. Er verliebt sich in sie und Marta setzt ihn mit ihren Wünschen nach Veneers, später nach teuren Sportschuhen und anderen teuren Dingen, unter Druck. Tomek versucht, mit verschiedenen Gelegenheitsjobs die Wünsche zu erfüllen, kann aber nur wenig damit verdienen. Daher bittet er seinen Freund Ciemny, der als Stricher arbeitet, ihm Geld zu borgen. Dieser lehnt aber ab. Schließlich fragt er bei Borys, einem Zuhälter, nach. Dieser bietet Tomek einen Job an und nach erster Ablehnung nimmt Tomek schließlich doch an. Damit beginnt sein Leben als Strichjunge. Marta verlässt ihn schließlich für den älteren Arek und Tomek wird von einem Kunden, Max, brutal vergewaltigt und verletzt. Als Rache gegenüber seinem Zuhälter meldet Tomek diesen anonym bei der Polizei und übernimmt danach selbst das Zuhältergeschäft. Ciemny will für ihn arbeiten und Tomek vermittelt ihn an Max. Ciemny wird durch Max lebensgefährlich verletzt, Tomek sieht ihn im Krankenhaus wieder. Als er aus dem Fenster des Krankenzimmers blickt, sieht er, wie Marta gerade ins Auto eines Zuhälters steigt. Tomek nimmt sich ein Moped und fährt ihnen hinterher. Schließlich gelingt es ihm, das Auto von Max zu stoppen, und er versucht, die sich wehrende Marta aus dem Auto zu ziehen. Die herbeieilende Polizei nimmt schließlich Tomek und Max fest. Beim Verhör wird Tomek von einem Polizisten mitgeteilt, dass Ciemny im Krankenhaus verstorben ist. In einem unbeobachteten Moment auf dem Polizeirevier versucht Max Tomeks Schweigen zu erkaufen. Tomek schlägt daraufhin viele Male mit seinem Motorradhelm auf den Kopf von Max ein. Das letzte Bild des Films zeigt Tomek, der apathisch mit seinem Handy spielt.

## Hintergrund
Die deutschen Kooperationspartner wurden vom Produzenten Witold Iwaszkiewicz im Herbst 2005 auf dem Koproduktionsmarkt Connecting Cottbus gefunden.
Die Hauptfiguren sind Laiendarsteller, das Drehbuch stammt von Joanna Didik, einer Studentin Glińskis, die an der deutsch-polnischen Grenze aufgewachsen ist. Der polnische Titel Świnki bedeutet Schweinchen. So werden im polnischen Grenzslang die Kinder bezeichnet, die sich prostituieren um sich materiellen Luxus leisten zu können.

## Auszeichnungen
- 2009
  - Bestes Schauspieldebüt für Filip Garbacz beim Polnischen Filmfestival Gdynia[3]
  - Spezialpreis der Jury auf dem Festival de Cinéma Européen des Arcs in Frankreich
  - Special Mention der Jury für Filip Garbacz beim Internationalen Filmfestival Karlovy Vary
  - Preis des Verbands der Polnischen Filmemacher beim 27. International Young Audience Film Festival
- 2010
  - Die Filmbewertungsstelle Wiesbaden vergab dem Film das Prädikat besonders wertvoll.

## Kritiken
„Was im Leben erreichbar ist, hängt leider nur in der Theorie von den individuellen Fähigkeiten, dem persönlichen Engagement und dem eigenen Willen ab. Selbst in europäischen Demokratien, in denen auf dem Papier klassenlose Gesellschaften verwirklicht sind und alle Menschen dieselben Chancen haben sollten, hängt das Maß dessen was erreichbar ist, immer noch überwiegend davon ab, in welche soziale Schicht man hineingeboren wurde. Ich, Tomek  skizziert unspektakulär aber kompromisslos die Geschichte eines Jugendlichen, der von seinen Bezugspersonen ignoriert, eine Karriere vom Stricher zum Kriminellen durchläuft. Sehenswertes Kino mit starkem Deprifaktor.“

„Regisseur Robert Glinski inszenierte ein starkes Stück Gegenwartskino konsequent mit hartem Realismus und großer Glaubwürdigkeit. Die eindrucksvolle Milieuzeichnung einer zerfallenden Stadt an der Grenze, die soziale Verwahrlosung der Menschen in Arbeitslosigkeit und Hoffnungslosigkeit erzeugen eine große atmosphärische Dichte.“